# Emily Young (ski de fond)
Pour les articles homonymes, voir Young et Emily Young.
Emily Young est une fondeuse et biathlète handisport canadienne, née le 15 janvier 1991.

## Palmarès

### Biathlon
| Épreuve / Édition   | Biathlon 6 km debout | Biathlon 10 km debout | Biathlon 12,5 km debout |
| ------------------- | -------------------- | --------------------- | ----------------------- |
| JP 2018 Pyeongchang | 7e                   | —                     | 7e                      |
| JP 2022 Pékin       | 7e                   |                       |                         |

### Ski de fond
| Épreuve / Édition   | 1,5 km Sprint debout | 7,5 km debout | 15 km debout | Relais mixte 4 × 2,5 km |
| ------------------- | -------------------- | ------------- | ------------ | ----------------------- |
| JP 2018 Pyeongchang | 4e                   | Bronze        | 5e           | Argent                  |